# Чарлстон (округ)
Округ Чарлстон (англ. Charleston County) располагается в штате Южная Каролина, США. Официально образован в 1769 году. По состоянию на 2013 год, численность населения составляла 372 803 человека.

## География
По данным Бюро переписи США, общая площадь округа равняется 3517,224 км2, из которых 2380,212 км2 суша и 1139,601 км2 или 32,370 % это водоёмы.

## Население
По данным переписи населения 2000 года в округе проживает 309 969 жителей в составе 143 326 домашних хозяйств и 97 448 семей. Плотность населения составляет 130,00 человек на км2. На территории округа насчитывается 141 031 жилое строение, при плотности застройки около 59,00-ти строений на км2. Расовый состав населения: белые — 61,90 %, афроамериканцы — 34,50 %, коренные американцы (индейцы) — 0,26 %, азиаты — 1,12 %, гавайцы — 0,06 %, представители других рас — 0,99 %, представители двух или более рас — 1,16 %. Испаноязычные составляли 2,40 % населения независимо от расы.
В составе 28,70 % из общего числа домашних хозяйств проживают дети в возрасте до 18 лет, 43,20 % домашних хозяйств представляют собой супружеские пары проживающие вместе, 15,90 % домашних хозяйств представляют собой одиноких женщин без супруга, 37,20 % домашних хозяйств не имеют отношения к семьям, 28,30 % домашних хозяйств состоят из одного человека, 8,10 % домашних хозяйств состоят из престарелых (65 лет и старше), проживающих в одиночестве. Средний размер домашнего хозяйства составляет 2,42 человека, и средний размер семьи 3,01 человека.
Возрастной состав округа: 23,70 % моложе 18 лет, 12,00 % от 18 до 24, 30,30 % от 25 до 44, 22,00 % от 45 до 64 и 11,90 % от 65 и старше. Средний возраст жителя округа 34 лет. На каждые 100 женщин приходится 93,50 мужчин. На каждые 100 женщин старше 18 лет приходится 90,50 мужчин.
Средний доход на домохозяйство в округе составлял 37 810 USD, на семью — 47 139 USD. Среднестатистический заработок мужчины был 32 681 USD против 25 530 USD для женщины. Доход на душу населения составлял 21 393 USD. Около 12,40 % семей и 16,40 % общего населения находились ниже черты бедности, в том числе — 22,90 % молодежи (тех, кому ещё не исполнилось 18 лет) и 12,70 % тех, кому было уже больше 65 лет.